# Héctor Facundo
Héctor Osvaldo Facundo (ur. 2 listopada 1937 w Buenos Aires, zm. 13 listopada 2009) – piłkarz argentyński, napastnik.
Facundo karierę piłkarską rozpoczął w 1956 roku w klubie Racing Club de Avellaneda, skąd wkrótce przeszedł do klubu CA San Lorenzo de Almagro. Jako gracz San Lorenzo wziął udział w ekwadorskim turnieju Copa América 1959, gdzie Argentyna została wicemistrzem Ameryki Południowej. Facundo zagrał w trzech meczach – z Paragwajem, Ekwadorem i Brazylią.
Razem z San Lorenzo zdobył w 1959 roku tytuł mistrza Argentyny, dzięki czemu wziął udział w pierwszej edycji Pucharu Wyzwolicieli – Copa Libertadores 1960. Wspólnie z San Lorenzo dotarł do półfinału, gdzie po trzech zaciętych meczach jego drużyna uległa późniejszym triumfatorom, urugwajskiemu klubowi CA Peñarol.
Jako gracz klubu San Lorenzo wziął udział w finałach mistrzostw świata w 1962 roku, gdzie Argentyna odpadła w fazie grupowej. Facundo zagrał tylko w jednym meczu – z Bułgarią, w którym zdobył zwycięską bramkę.
W San Lorenzo Facundo grał do 1963 roku – rozegrał w tym klubie 130 meczów i zdobył 29 bramek.
Facundo grał później w klubie CA Huracán.